# 花嫁のパパ (2022年の映画)
『花嫁のパパ』（原題:Father of the Bride）は2022年に配信されたアメリカ合衆国のロマンティック・コメディ映画である。監督はゲイリー・アラスラキ、主演はアンディ・ガルシアが務めた。本作はエドワード・ストリーターが1949年に発表した小説『Father of the Bride』を原作としている。
なお、本作は日本国内でも劇場公開されず、Amazonプライム・ビデオなどでの配信が行われている。

## 概略
フロリダ州マイアミ。建築士のビリー・ヘレラは妻（イングリッド）から離婚を切り出された。イングリッドは頑固すぎるビリーにうんざりしていたのである。家族に離婚の意志を伝えようとした矢先、娘のソフィアから同僚（アダン）と婚約したと告げられる。
おめでたい雰囲気を損なうわけにもいかないので、ビリーとイングリッドは結婚式が終わるまで夫婦として振舞うことにした。ところが、ビリーは娘の結婚を素直に祝う気になれず、事態も思わぬ方向に転がり始める。

## キャスト
- ビリー・ヘレラ：アンディ・ガルシア
- イングリッド・ヘレラ：グロリア・エステファン
  - 若い頃のイングリッド・ヘレラ：エミリー・エステファン
- ソフィア・ヘレラ：アドリア・アルホナ
- コーラ・ヘレラ：イザベラ・メルセード
- アダン・カスティーリョ：ディエゴ・ボネータ
- ナタリー・ヴァンス：クロエ・ファインマン
- ヴァネッサ：アナ・ファブレガ
- ジュニア：エンリケ・ムルシアーノ
- マーセラ・カスティーリョ：ローラ・ハリング
- ティオ・ウォルター：ルーベン・ラバサ
- ヘルナン・カスティーリョ：ペドロ・ダミアン
- ゲイリー・セーガー博士：マット・ウォルシュ
- ジュリエッタ・カスティーリョ：マカレナ・アチャガ

## 製作
2020年9月24日、映画『花嫁のパパ』（1991年）がラテン系俳優を多数起用した上でリブートされると報じられた。2021年2月、ゲイリー・アラスラキが監督に起用された。3月18日、アンディ・ガルシアが本作に出演するとの報道があった。4月、アドリア・アルホナ、グロリア・エステファン、イザベラ・メルセードが起用された。5月、ディエゴ・ボネータ、エンリケ・ムルシアーノ、マカレナ・アチャガの出演が決まった。6月、クロエ・ファインマンとアナ・ファブレガがキャスト入りした。
なお、本作の主要撮影は2021年夏にアトランタで行われた。

## 音楽・マーケティング
2022年5月9日、テレンス・ブランチャードが本作で使用される楽曲を手掛けるとの報道があった。同月10日、本作のオフィシャル・トレイラーが公開された。6月17日、本作のサウンドトラックが発売された。

## 評価
本作は批評家から高く評価されている。映画批評集積サイトのRotten Tomatoesには55件のレビューがあり、批評家支持率は80%、平均点は10点満点で6.6点となっている。サイト側による批評家の見解の要約は「『花嫁のパパ』は1950年の映画版とは大きくかけ離れた作品である。しかし、過去作とは上手に距離を取っており、物語に時代を超えた魅力があると再確認させてくれる」となっている。また、Metacriticには13件のレビューがあり、加重平均値は65/100となっている。